# Steimel

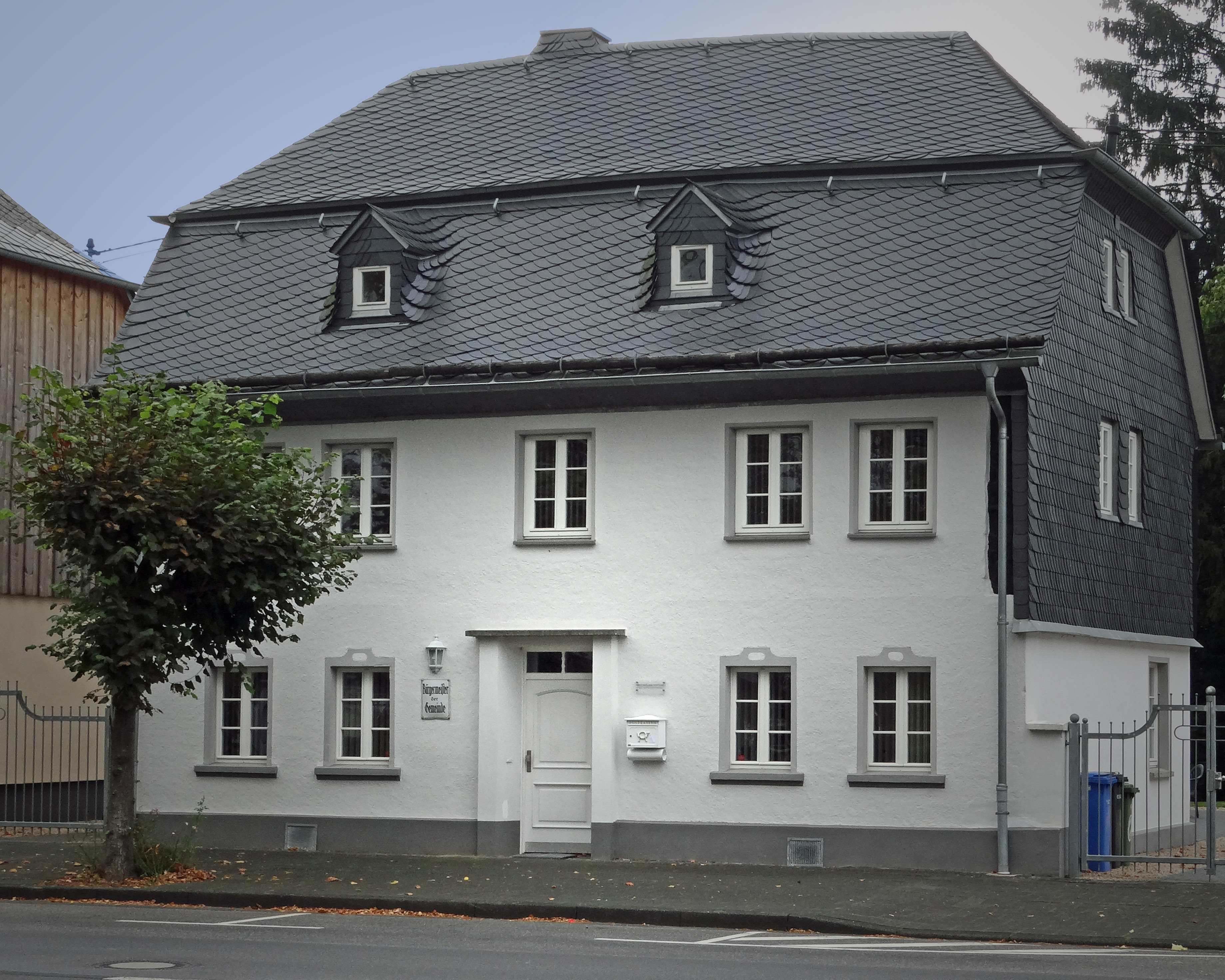
Haus Neitzert

Steimel ist eine Ortsgemeinde im Landkreis Neuwied im Norden von Rheinland-Pfalz. Sie gehört der Verbandsgemeinde Puderbach an. Steimel ist ein staatlich anerkannter Erholungsort.

## Geographie
Der Erholungsort liegt nordöstlich von Puderbach im Naturpark Rhein-Westerwald.
Zu Steimel gehören die Ortsteile Alberthofen, Sensenbach und Weroth sowie die Wohnplätze Berghof, Birkenhof, Luisenhof, Marthaheim und Niederwambachermühle.

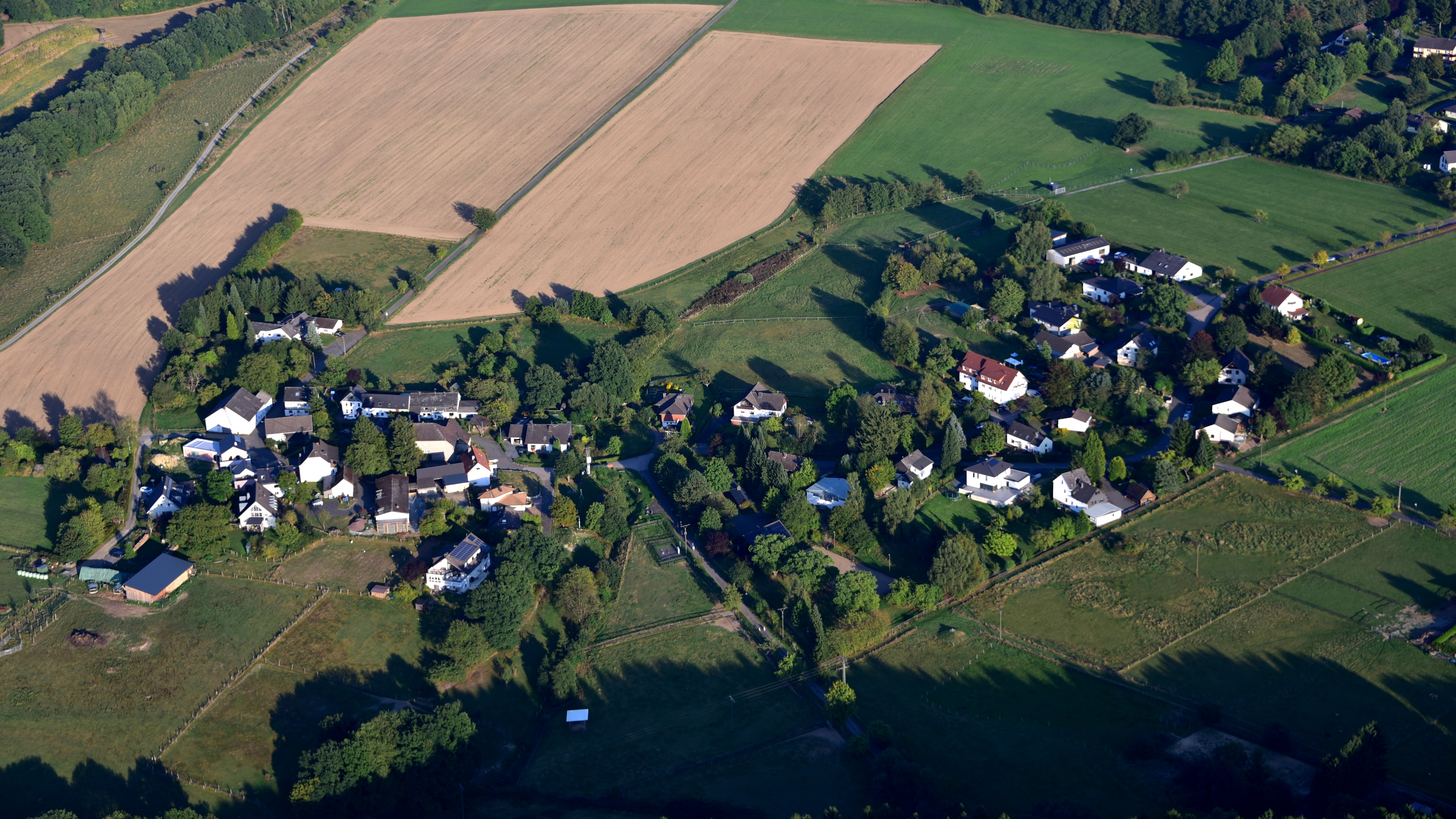
Sensenbach, Luftaufnahme (2016)

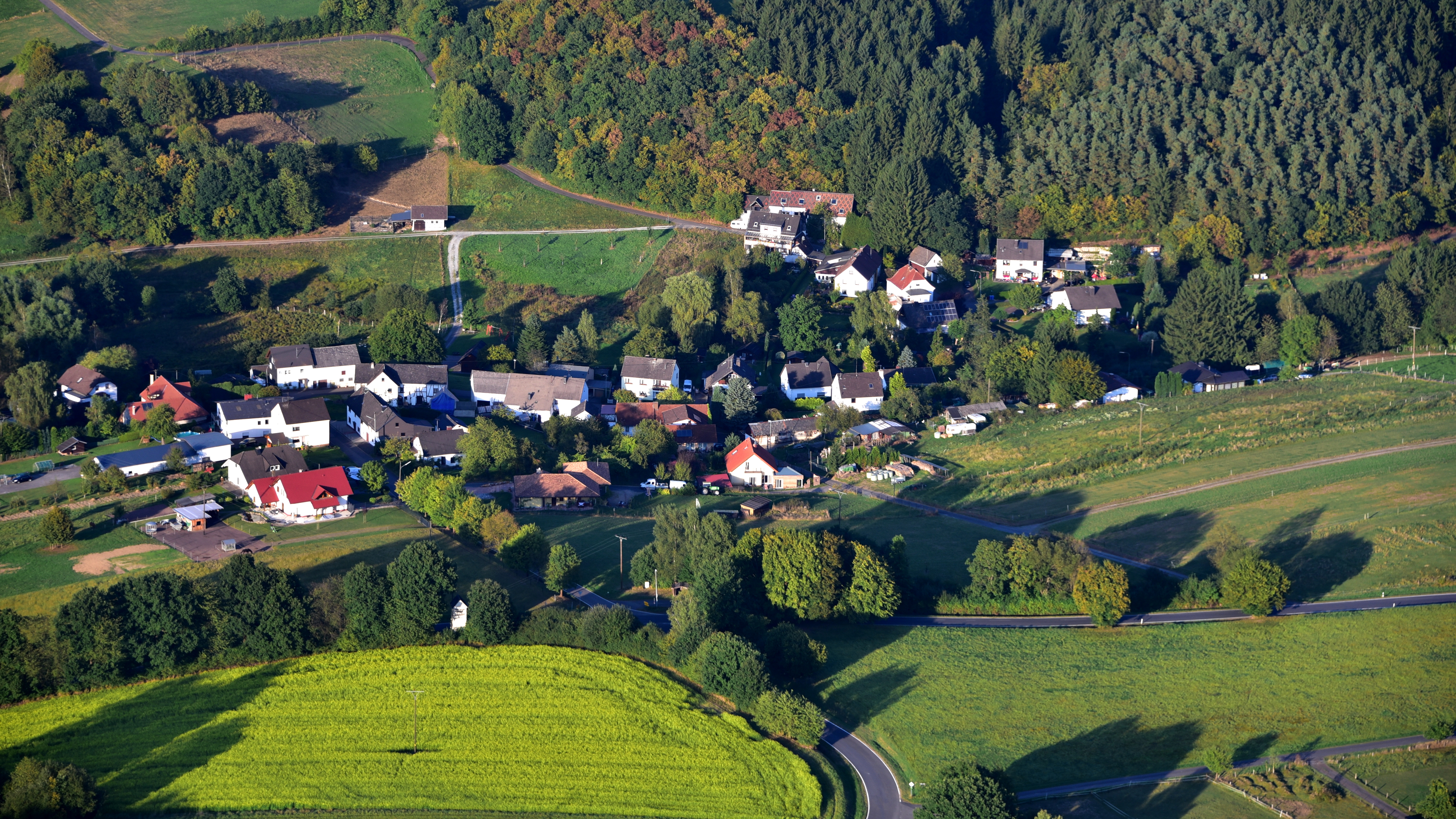
Alberthofen, Luftaufnahme (2016)

## Geschichte
Steimel gehört zu den ältesten Siedlungen in der Verbandsgemeinde Puderbach, erstmals erwähnt 1320 als Steynbule und Steynboll, 1460 Steymbell und ab Mitte des 16. Jahrhunderts Steymel oder Steimel. Der Name wird als „Steinbul“ gedeutet, das Grundwort Bühl bezeichnet einen Hügel. Die Deutung „Stein-Mal“ und der Hinweis auf eine mögliche heidnische Thing- oder Opferstätte in germanischer Zeit ist unwahrscheinlich, da gerade in den alten Namensformen das Grundwort Bühl noch erkennbar ist.
Schon früh erhielt Steimel Marktrechte. Es wurden hauptsächlich Erzeugnisse aus bäuerlicher und handwerklicher Tätigkeit sowie bäuerliche Bedarfsgegenstände gehandelt, später kam der Handel mit Vieh hinzu. Der Markt stand unter dem Schutz der Grafen zu Wied, für diese waren die Marktabgaben eine Einnahmequelle. 1559 wurde der Marktplatz zum Schutz gegen Überfälle mit Wall und Graben umgeben. 1633 wurde der Ort durch „fremde Kriegsvölker“ verwüstet, die Überlebenden starben an der Pest.
In der Folgezeit wurden statt der ursprünglichen drei Markttage im Jahr bis zu über zwanzig Märkte jährlich abgehalten. Steimel entwickelte sich zum wichtigsten Marktort in der wiedischen Grafschaft. An manchen Markttagen betrug der Viehauftrieb an Großvieh über 1.000 Stück. Noch im Jahr 1957 wurden 13 Märkte abgehalten.
Der heutige, jährlich im Herbst stattfindende „Kartoffelmarkt“ erinnert noch an die alten Marktrechte, genau so wie die auf dem Marktplatz stehenden alten Eichen.
Bis zur Umbenennung am 1. Mai 1967 hieß die Gemeinde Alberthofen. Am 7. Juni 1969 wurde die heutige Gemeinde aus den Gemeinden Steimel und Weroth neu gebildet.
Am 26. Februar 2012 wurde nahe Weroth erstmals seit 130 Jahren wieder ein Wolf im Westerwald gesichtet und fotografiert. Dieser wurde jedoch am 21. April 2012 widerrechtlich von einem Jäger aus Bad Honnef erschossen.
Kulturdenkmäler
Siehe Liste der Kulturdenkmäler in Steimel
Bevölkerungsentwicklung
Die Entwicklung der Einwohnerzahl von Steimel bezogen auf das heutige Gemeindegebiet, die Werte von 1871 bis 1987 beruhen auf Volkszählungen:
| Jahr | Einwohner |
| ---- | --------- |
| 1815 | 225       |
| 1835 | 304       |
| 1871 | 327       |
| 1905 | 318       |
| 1939 | 349       |
| 1950 | 458       |
| 1961 | 443       |

| Jahr | Einwohner |
| ---- | --------- |
| 1970 | 554       |
| 1987 | 727       |
| 1997 | 1.095     |
| 2005 | 1.320     |
| 2011 | 1.233     |
| 2017 | 1.253     |
| 2022 | 1.304     |

## Politik

### Gemeinderat
Der Gemeinderat in Steimel besteht aus 16 Ratsmitgliedern, die bei der Kommunalwahl am 9. Juni 2024 in einer Mehrheitswahl gewählt wurden, und dem ehrenamtlichen Ortsbürgermeister als Vorsitzendem.

### Bürgermeister
Sven Schür wurde am 2. Juli 2024 Ortsbürgermeister von Steimel. Bei der Direktwahl am 9. Juni 2024 war er mit einem Stimmenanteil von 86,4 % für fünf Jahre gewählt worden.
Die Bürgermeister der Ortsgemeinde Steimel seit 1948:
- Hermann Reusch (1948–1952)
- Julius Hommer (1952–1956)
- Fritz Hobbach (1956–1979)
- Artur Schweitzer (1979–1991)
- Wolfgang Kunz (1991–1996)
- Michael Anhäuser (1996–2014)[10]
- Wolfgang Theis (2014–2024)[11]
- Sven Schür (seit 2024)

### Wappen
| Wappen von Steimel | Blasonierung: „Gespalten durch eine eingeschweifte grüne Spitze, darin auf wachsendem silbernem Steinhügel eine silberne Kapelle mit Tor in natürlichen Farben und rotem Turmdach, vorne in Gold vier rote Schrägbalken, belegt mit einem aus dem Schildrand linkshinschreitenden blauen Pfau, hinten in Silber eine rote Waage.“                                                                    |
| Wappen von Steimel | Wappenbegründung: Bei den Emblemen deutet der Pfau auf die ehemalige Wiedische Landeshoheit hin. Dass Steimel ein uralter Marktort ist, wird durch die Waage dargestellt. Der Steinhügel symbolisiert den Namen der Gemeinde („Steinbul“ = Steimel). Die Kapelle weist auf die früher vorhandene Martinskapelle hin. Das Wappen wurde am 28. Juli 1972 durch die Bezirksregierung Koblenz genehmigt. |

## Verkehr
Die nächste Autobahnanschlussstelle ist Neuwied an der A 3. Der nächstgelegene ICE-Bahnhof ist in Montabaur an der Schnellfahrstrecke Köln–Rhein/Main.